# Johann Christoph Libert
Johann Christoph Libert (auch Johannes Christophorus Libertus, * um 1690 in Hayna, Kurfürstentum Sachsen; † 1. August 1757 in Jena) war ein deutscher Astronom.

## Leben
Libert studierte an der Universität Wittenberg und wurde dort 1715 mit einer Arbeit zur Erdvermessung promoviert. Anschließend war er in Berlin tätig.
Auf Einladung des Präsidenten der Kaiserlichen Akademie der Wissenschaften Johann Albrecht von Korff sowie auf Empfehlung des Berliner Astronomen Christfried Kirch sowie von Johann Friedrich Weidler ging er Anfang 1736 nach Sankt Petersburg, wo er zum Mitglied und Professor für Astronomie an der Akademie ernannt wurde. Bereits am 1. September 1737 wurde er aus dem Dienst entlassen, weil er sich weigerte, an einer Kamtschatkaexpedition, für die er vorgesehen war, teilzunehmen. Er kehrte nach Deutschland zurück, wo er am 11. Januar 1738 eine medizinische Dissertation verteidigte. Zuletzt lebte er in Jena.